# 恩氏擬花鮨
恩氏擬花鮨，又稱恩氏擬花鱸，為輻鰭魚綱鱸形目鱸亞目鮨科的其中一種，分布於西太平洋的澳洲大堡礁海域，棲息深度1-53公尺，體長可達9.5公分，生活在礁石區，為底棲性魚類，屬肉食性，生活習性不明。

## 擴展閱讀
維基物種上的相關：恩氏擬花鮨